# Grațiela Gavrilescu
Grațiela Leocadia Gavrilescu (Bukarest, 1966. június 24. –) román politikus, környezetvédelmi miniszter (2014–2015), rövid ideig a parlamenti kapcsolatok minisztere (2017), majd környezetvédelmi miniszter.

## Élete
A Ploiești-i Olaj- és Gázipari Egyetem Kőolajtechnológiai Karán szerzett mérnöki diplomát 1989-ben. 1990-ben a bucovi Arpacor Rt.-nél helyezkedett el, mint vegyészmérnök. 1994-től két évig volt toxikológiai és környezetvédelmi felelős, majd 1996-tól 2004-ig a társaság vezérigazgatója.
A Román Humanista Párt után 2004-ben belépett a Nemzeti Liberális Pártba (PNL). 2004 és 2007 között Ploiești alpolgármestere volt, majd 2007-től parlamenti képviselő.
2014. június végén bejelentette, hogy kilép a PNL-ből, és csatlakozik a Călin Popescu-Tăriceanu által újonnan alapított Liberális Reform Párthoz (PLR). Augusztusban – a párt alakuló kongresszusán, másik 18 társával – a PLR alelnökévé választották. 2014 júliusától független képviselőként dolgozott a parlamentben, majd szeptembertől a PLR színeiben folytatta munkáját. 2015 júniusától – pártja és a Konzervatív Párt (PC) fúziójából létrejött új szabadelvű párt – a Liberálisok és Demokraták Szövetsége (ALDE) színeiben politizált tovább.
2014 decemberében, a Victor Ponta negyedszerre átalakított kabinetjének környezetvédelmi, vízügyi és erdészeti minisztere lett.  Alig egy évvel később, 2015. november 4-én a szociáldemokrata Ponta-kormány – a bukaresti Colectiv klubban történt halálos áldozatokat követelő diszkótűz miatt – az utcára vonuló tüntetők nyomására benyújtotta lemondását, helyét pedig átadta a Cioloș-féle technokrata kormány új miniszterének (nov. 17.).
Egy évvel később, a parlamenti választásokon győztes Szociáldemokrata Párt (PSD) – szövetségben az ALDE-val – alakíthatott kormányt, melyben a parlamenti kapcsolatok tárcát kapta (2017). Még ezen év áprilisban – miután pártja vezetősége megvonta a bizalmat Daniel Constantin miniszterelnök-helyettestől, aki egyben betöltötte a párt társelnöki tisztét is – az ALDE kezdeményezésre bársonyszéket váltott, és a környezetvédelem felügyelete mellett a kormányfő egyik helyettesévé is előlépett.